# 塞内加尔历史

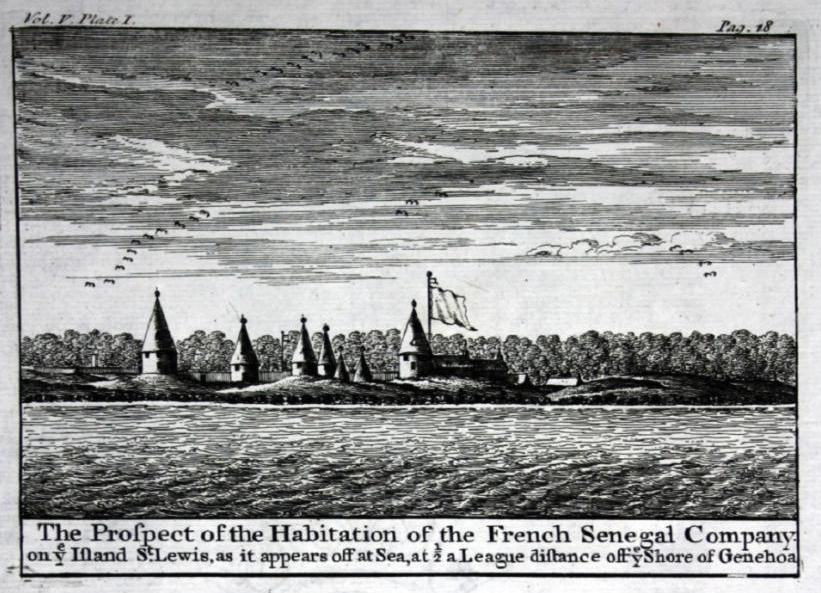
此為塞內加爾畫家的畫作

塞内加尔历史一般可以分为以下几个时期，史前时期、殖民前时期、殖民时期和独立后时期。

## 旧石器时期
最早能证明的人类生活是在法莱梅山谷的东南部发现的。具有阿舍利特征的石器出土发现可以证明人类在旧石器时代早期的存在，诸如1938年Théodore Monod在Fann尖端发现的手斧，以及在东南部发现的砍肉刀。

## 新石器时期
在新石器时代，塞内加尔人从事着打猎、捕鱼等活动。

## 王国和帝国时期
在欧洲殖民者到来之前，塞内加尔处于几大帝国的外围区域。它们分别是加纳帝国，马里帝国和桑海帝国。在13世纪和14世纪，该地区属于东部的曼丁哥（Mandingo）帝国的势力范围，同时期该地区还有卓洛夫（Jolof）帝国。
最早出现的是加纳帝国，它可能是公元1000年由索宁克建立的，其居民信奉万物有灵，靠着农业和撒哈拉沙漠贸易为生，贸易包括黄金、盐和布料。它的势力范围逐渐扩大到塞内加尔河谷和尼日尔河谷之间的地区。
特克鲁尔王国是加纳帝国的同类型帝国，但是面积较小。加纳和特克鲁尔是伊斯兰化之前仅有的有人口组织规模的帝国。特克鲁尔的领土与现在的富塔托罗面积相近。阿拉伯语手稿证明它存在于9世纪。

## 殖民时期
在15世纪中期，欧洲国家相继抵达西非海岸，其中有葡萄牙，荷兰，英格兰和法国。1444年，葡萄牙人迪尼斯·迪亚斯抵达塞内加尔河口，他称此为佛得角。同时他也到达了格雷岛。葡萄牙人并没有持久的占据。他们在1481年建造了一个教堂。1581年，联合省开始扩张他们在亚洲、美洲和南部非洲的殖民地。他们在塞内加尔，冈比亚和安哥拉建立了几个贸易点。1627年，荷兰西印度公司购买了格雷岛，并建立了两个要塞。 荷兰殖民者占领了此岛将近半个世纪。但是他们也被多次驱逐。其中1629年是葡萄牙人，1645年和1659年为法国，以及1663年的英格兰部队。他们从事蜡、琥珀、黄金和象牙贸易。同时荷兰人也参与奴隶贸易，但是远离了海岸的贸易站。
1659年法国在圣路易斯港建立殖民点。在塞内加尔，大不列颠和法国反复争夺两个地方，格雷岛和圣路易港。1763年，根据结束七年战争的巴黎条约，大不列颠将格雷岛归还法国。1864年成为法国殖民地。1909年并入法属西非洲，最终占领该地区。

## 独立
1959年1月，塞内加尔同法国殖民地苏丹结成马里联邦。1960年4月4日同法国签署权力移交协定，并于1960年6月20日完全独立。但由于国内政治困难，联邦于8月20日解体。塞内加尔和苏丹（更名为马里共和国）分别宣布独立。1960年8月，利奥波德·塞达尔·桑戈尔当选为塞内加尔第一任总统。
在马里联邦解体之后，总统桑戈尔和总理马马杜·迪亚（Mamadou Dia）共同执政。1962年12月，迪亚试图发动政变，但没有成功。迪亚被逮捕被监禁，并且塞内加尔通过了一部新的宪法以巩固总统的权力。1980年，总统桑戈尔决定退出政坛并将权力交给了他精心挑选的继承人---阿卜杜·迪乌夫（Abdou Diouf）。

## 1980年后
1982年2月1日，塞内加尔同冈比亚组成了名义上的塞内冈比亚联邦。但是，联盟在1989年解散。自1982年以来，卡萨芒斯（Casamance）地区分裂势力同政府军冲突不断。
阿卜杜·迪乌夫在1981年至2000年期间担任总统职务。他鼓励放宽政治参与，减少政府对经济的干预，扩大外交接触特别是与其它发展中国家，改善民主与人权。迪乌夫担任了四届总统。在2000年总统大选中，他败给了反对党领袖阿卜杜拉耶·瓦德。塞内加尔完成了历史上第二次权力的和平交接，也是第一次一个政党同另一个政党之间的权力交接。2004年12月30日，总统瓦德宣布塞國政府与分裂势力在卡萨芒斯签署和平协定，卡萨芒斯分裂势力宣布放弃武装斗争。
2012年3月25日，麦基·萨勒在总统竞选中通过两轮投票，最后在第二轮投票中击败了寻求连任的阿卜杜拉耶·瓦德，以65.80%的得票率成功当选为新一任总统。